# Templo dos Cinco Imortais de Wudang

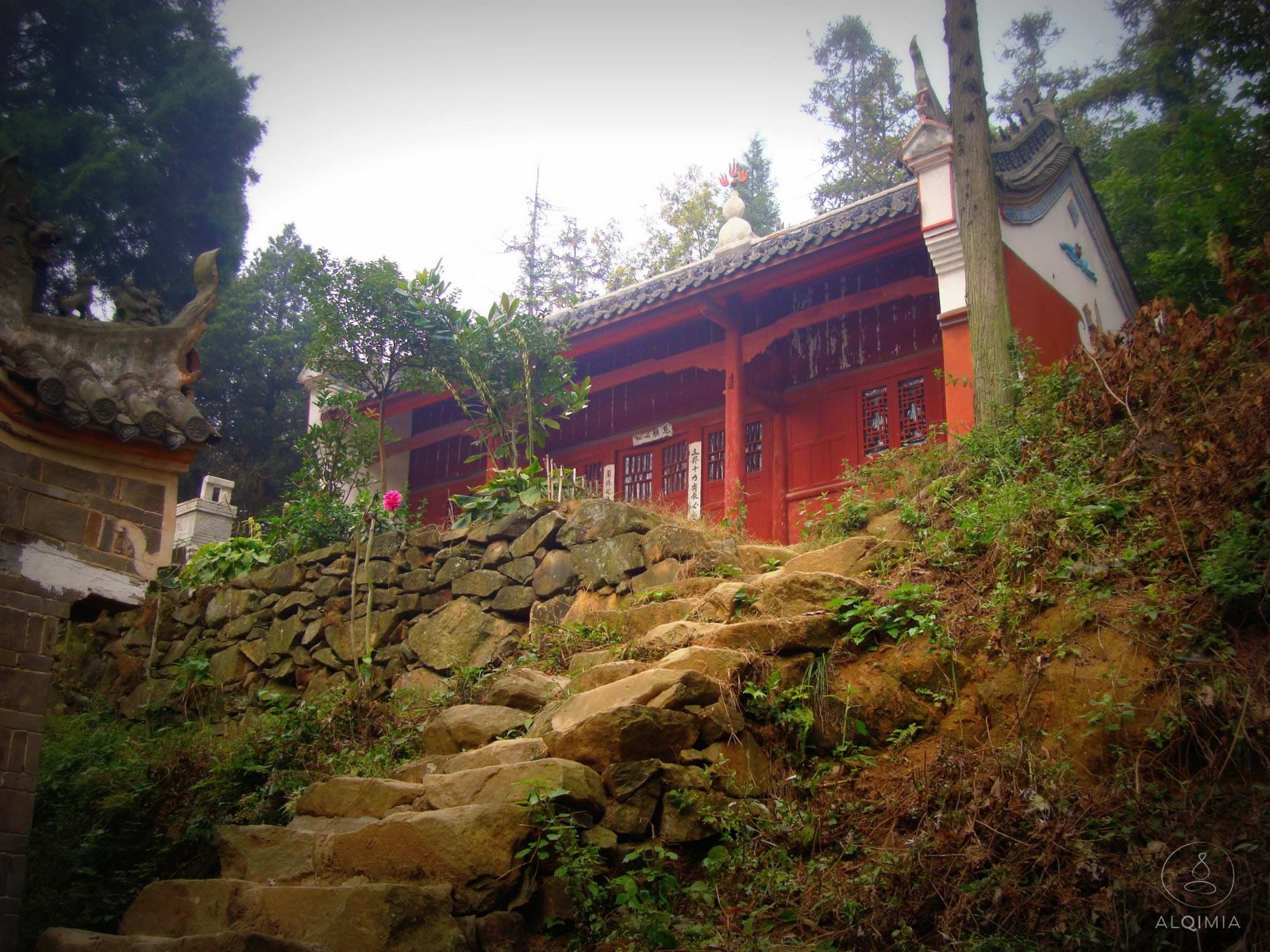
Pavilhão erigido à Guayin (deusa da compaixão) durante a restauração do Templo dos Cinco Imortais de Wudang.

O Templo dos Cinco Imortais ou Cinco Imortais Templo (Chinês: 五仙庙, p Wuxianmiao) é um templo Daoista localizado no Distrito de Shiyan Zhangwan na Província chinesa de Hubei O templo está situado no Pico do Cavalo Celestial (天马, Tianma) Montanha do Cavalo Branco (白马山, Bamashan) nas Montanhas Wudang. As Montanhas de Wudang são o lar de um famoso complexo de templos Daoistas e dos mosteiros associados com a divindade Xuan Wu. O Templo dos Cinco Imortais é um dos poucos templos na cordilheira das Montanhas de Wudang, que ainda é mantido por verdadeiros monges Daoistas que dedicam as suas vidas a explorar o grande Dao.
Wudang foi nomeada Património da humanidade pela UNESCO, em 1994.

## Localização e descrição geral
Pairando acima do Rio do Dragão Amarelo, a 1048 metros de altitude, temos o Templo dos Cinco Imortais no interior da da província de Hubei. O templo situa-se a uma a duas horas de caminhada, da aldeia mais próxima, na base da montanha. A cidade mais próxima situa-se a cerca de uma hora de viagem de autocarro da vila mais próxima. Ao longo de várias gerações, os locais têm vindo a utilizar este templo como lugar de adoração e oração, e muitos acreditam que os Cinco Imortais são os seus protetores celestiais. Em dias festivos, muitos sobem ao templo para prestar homenagem, ou para transportar as necessidades básicas, para os Daoistas residentes.

## O Templo
O templo foi erguido há cerca de 1000 anos, durante uma época de grande conflito. Este era conhecido na época como "O Santuário". Aqueles que procuravam refúgio contra a guerra fugiram para este, e eram protegidos por cinco Daoistas que mais tarde se tornaram conhecido como "Os Cinco Imortais". O Templo tem sido mantido ao longo de vários séculos desde essa época até aos dias de hoje. Um Abade Superior permanece ainda e continua a transmitir o conhecimento transmitido pelos cinco imortais a alunos que chegam vindos de todas as partes do mundo.

## O projeto de restauração
Embora o templo tenha sido mantido ao longo das eras, sofreu também grandes danos e esteve sem manutenção durante muito tempo degradando muitas das estruturas. Em 1995, o Mestre Li (Li Shifu) chegou ao templo para cultivar-se como Abade e treinar discípulos nas artes do Daoismo. Com a sua chegada, deu início ao projeto de restauração. Um processo que se tem revelado lento e desafiante, devido ao elevado grau de degradação. No entanto, as melhorias e restauros consistentes ao longo das duas últimas décadas tem levado a que o templo aumente gradualmente a sua capacidade e condições para acolher mais alunos.

## Uma história breve de tempos recentes
A estrutura atual tem aproximadamente 100 anos de idade. Sendo relativamente pequena, desconhecida e humilde. O conhecimento sobre este Templo ainda não se espalhou pela comunidade mundial. Sendo principalmente conhecido pelo povo local da montanha. Geralmente, há pouco mais que três Daoistas a residirem neste. É um lugar simples, tranquilo para praticar e potencialmente, cultivar a imortalidade.

### Citações
1. ↑  Lindsey Wei(2009), "The Valley Spirit", Singing Dragon Publications ISBN 978-1-84819-131-0
2. ↑  Building Complex in the Wudang Mountains[ligação inativa]
3. ↑  UNESCO World Heritage Centre. «Ancient Building Complex in the Wudang Mountains». unesco.org
4. ↑  «Hubei Travel Guide: Map, Location, Climate, Natural Scenery». travelchinaguide.com